# ریوتا تاساکی
ریوتا تاساکی (انگلیسی: Ryuta Tasaki؛ زادهٔ ۱۹ آوریل ۱۹۶۴) کارگردان فیلم اهل ژاپن است.